# Jean Beausejour
Jean André Emanuel Beausejour Coliqueo (n. 1 iunie 1984, Santiago) este un fotbalist chilian retras din activitate.
A jucat în Chile, Elveția, Brazilia, Belgia, Mexic și Anglia, unde a câștigat Cupa Ligii cu Birmingham City și Cupa FA cu Wigan Athletic.
Beausejour a debutat pentru echipa națională a Chilei în 2004, iar a 100-a apariție pentru țara sa în 2018. A fost membru al lotului câștigător al Copa América în 2015 și 2016 și este singurul chilian care a marcat în două Cupe Mondiale consecutive (2010 și 2014).